# 穆罕默德四世 (摩洛哥)
穆罕默德四世（阿拉伯语：‎，1802年—1873年），摩洛哥阿拉维王朝苏丹，1859年至1873年在位。
穆罕默德四世甫即位之初，便与西班牙陷入战争，丢失了得土安。1873年去世，其子哈桑一世繼位。